# 毛細血管

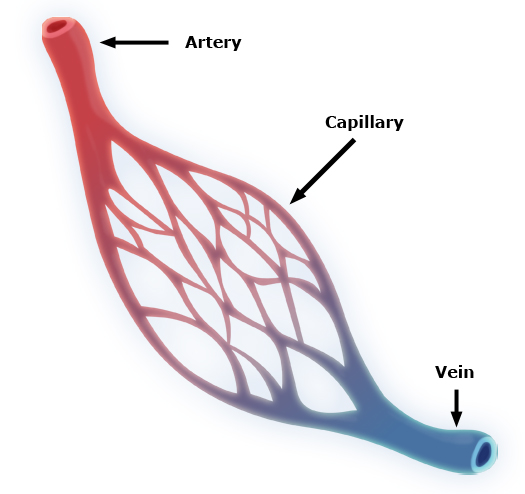
毛細血管。動脈（Artery）と静脈（Vein）の間に挟まっている《正確には更に、動脈と毛細血管の間に細動脈が、毛細血管と静脈の間に細静脈が、それぞれ挟まっている》

毛細血管（もうさいけっかん、英語: capillary vessel, capillary）は動脈と静脈の間をつなぐ、平滑筋を欠く血管である。太さは5〜20µm、多くは7µm前後で赤血球がようやくすり抜けられる。壁の厚さは0.5µmでありガスの拡散に十分な薄さである。個々の長さは通常50µmもないほどである。これらの細い血管は身体中の血管の約90%以上をしめ、総延長は10万kmを超える。

## 分布と働き
毛細血管のすぐ手前の動脈の部分を小動脈、すぐ先の部分を小静脈とよぶ。小動脈と小静脈の壁にある平滑筋はしだいにまばらになって平滑筋を欠く毛細血管に移行する。毛細血管のうち、動脈につづく、やや太い部分を動脈性、静脈に続く太い部分を静脈性毛細血管という。さらにその下流の部分を毛細血管後細静脈とよぶことがある。平滑筋の有無を毛細血管と定義した場合静脈性毛細血管と小静脈の境界を定めるのがしばしば困難になる。口径150µm位まで平滑筋が存在しないこともある。
小動脈-毛細血管-小静脈が単純なわな（係蹄）をなして接続するのは真皮乳頭や粘膜層の乳頭などに限られており、多くは複雑な網をなす。また小動脈の末端部の平滑筋である毛細血管前括約筋が収縮・弛緩することによって、毛細血管網の血流が調節されていることが多い。内分泌腺の毛細血管は非常に密に分布している。腺細胞からホルモンを受け取って、全身の血液にのせる役割を担っているからである。広義の内分泌腺とみなされる肝臓でもこのことは同じである。多くの内分泌腺の腺細胞索や肝細胞索の間をはしる毛細血管は、多少とも太くなり洞様毛細血管（類洞）とよばれる。洞様毛細血管では血液はゆっくりとながれるので物質交換には非常に都合がよく、心筋や骨髄でも認められる。

## 構造
毛細血管の壁の構造はたった1層の内皮とその基底膜からなり、これを通じて、血液と組織の間の物質交換（特に酸素と二酸化炭素）が行われる。したがって代謝の盛んな組織である横紋筋や脳の灰白質では毛細血管の分布密度が非常に高い。また内皮細胞のさらに外側に周皮細胞が認められることもある。

### 内皮細胞
脈管系の上皮を内皮という。毛細血管の内皮を構成する内皮細胞は薄い板状であるが、核の部分だけが厚く盛り上がっている。細胞の全形は、血管の方向に概ね一致してやや長く伸び、核もこの方向に長軸を向いた小判形である。毛細血管の横断面をみると、細胞の1個が指輪のように全周を抱くこともあり2,3個がつながって全周を囲むことがある。
内皮細胞の境界線を観察するには古くから硝酸銀による方法が用いられる。腸間膜などの膜片組織を硝酸銀液に浸し、あるいは血管に同液を注入した後、光にさらすと銀粒子が析出し、内皮細胞の境界に沈着し、これを黒く染める。硝酸銀液を血管注入し、光または現像液で処理した後にレジンを注入し鋳型を走査型電子顕微鏡で観察すると内皮細胞の境界線がわかりやすい。内皮細胞の内腔面を走査型電子顕微鏡で観察すると多数の長さの不揃いな微繊毛が生えていることがある。大血管にも小血管にも見られる。この微繊毛の意義は不明である。内皮細胞を透過型電子顕微鏡で観察すると、核の近くにゴルジ装置があり、両者の間にしばしば中心小体が見える。そのほか、核周囲部にはミトコンドリア、若干の粗面小胞体、遊離リボゾーム、少数の水解小体がある。細胞質の薄い部分にはのみこみ陥凹や小胞が通常みられる。内皮細胞の中間径フィラメントはビメンチンが豊富で細胞骨格として内皮細胞を機械的に支持している。また基底膜との接着にも重要な役割を担う。微小管は核の一端に局在する中心小体から出て、細胞の長軸を沿って走っている。血管内皮の細胞間には、多少とも接着装置が存在する。しかしその発達は血管の種類や存在部位によって大きく異なる。血管の透過性は密着結合の発達の程度によって影響を受けると考えられている。血管の透過性は脳血管では低く、脳以外の組織では透過性は高い。脳の血管内皮は強固で連続的な密着結合を形成し、物質透過を遮断しており血液脳関門といわれている。対照的に骨格筋の血管内皮では密着結合の発達が悪く断続的であるので物質の透過性が高い。内皮細胞のマーカーとしてはCD31（platelet endothelial cell adhesion molecule-1、PECAM-1）、CD34、CD36、RECA-1などが知られている。

### 周皮細胞
通常の毛細血管では内皮細胞を外から抱くように周皮細胞（pericyte）とよばれる細胞がある。これはアクチン（平滑筋型のα-アクチン）とミオシンに富み、収縮能力が推測されている。同時に線維芽細胞の性質も兼ね、コラーゲンを産出する能力をもつ。内側も外側も基底膜で包まれており、細胞質には少量の粗面小胞体とミトコンドリア、若干のフィラメントがみられる。走査型電子顕微鏡で基底膜を融解除去した毛細血管をみると、この細胞が長い樹枝状の突起を血管壁に這わせていることがわかる。周皮細胞の典型的なものは毛細血管の縦方向に長い主突起を伸ばし、その側枝（二次突起）が血管に取り巻く。細胞は毛細血管の分枝に沿って突起を伸ばしたり、近隣の2つの毛細血管にまたがったりする。小動脈をつつむ輪状の平滑筋線維と毛細血管を抱く周皮細胞とが形態的な移行を示す走査型電子顕微鏡像があり両細胞の相動性と連続性を支持している。周皮細胞の機能としては収縮能力をもって血流を調節することが考えられる。筋フィラメントやα-アクチンの量からみて、小動脈の平滑筋よりゆるやかな収縮をすると思われる。しかし広く枝を広げた1個の周皮細胞が収縮すれば局所の微小循環に与える影響は大きなものがあると想像される。また周皮細胞は毛細血管の新生とその終了の調節をしている。

### 基底膜
非連続性毛細血管以外の毛細血管の内皮細胞の外側は基底膜で囲まれている。基底膜の外側は疎性結合組織で、そこには一般にコラーゲン細線維の間に線維芽細胞、マクロファージ、顆粒球、時に肥満細胞や形質細胞が散在する。毛細血管の横断面を透過型電子顕微鏡でみると周皮細胞は半月形を示し、内皮細胞の基底膜が2葉に分かれて、周皮細胞を内側と外側から包んでいる。

## 機能

### 物質透過
毛細血管の壁は血液と組織の物質交換の場である。この壁がいろいろな物質透過させる性質ないし能力を透過性（permeability）という。一般に蛋白質のような高分子物質は、毛細血管壁を自由に透過できない。こうして血漿のコロイド浸透圧が生じ、それが毛細血管の内圧をなしている。しかし現実には、様々な高分子物質が毛細血管壁を通過する。高分子物質の通過は小分子物質の通過とは機構が異なると考えられている。パラーデの説の学説が広く支持されている。この説では内皮細胞の飲み込み小胞によって液滴を飲み込み、それを運んで反対側の表面にはき出すという機構によって高分子が毛細血管壁を通過しうるという考え方である。この考え方には反論があり、内皮細胞をつらぬく小管があり高分子がそこを通過するという考え方もある。
毛細血管後細静脈の部分は血液の液体成分やコロイド状の物質が最も透過しやすい場所として知られる。ここでは内皮細胞の密着結合に3〜6nmの隙間の生じていることが多い。ヒスタミンの作用でこの細静脈の内皮はいっそうひろく開き、多量の液性およびコロイド性の血液成分が組織内へ出て、局所の浮腫を起こす。

### 白血球浸潤
かつては細胞境界上に小孔が存在しては血球の通路になると考えられていた。2017年現在、白血球は毛細血管の内皮細胞の核周囲部に一過性の孔を穿って通過すると考えられている。白血球が毛細血管の外に浸潤する機構には多くの接着分子が関与している。第一段階としてセクレチンを発現している白血球が、炎症部位の血管内皮が発現する別のタイプのセクレチンと、糖鎖を介してゆるく結合する。その結果、白血球は内皮に軽く粘着して血流に押されるようになり、ローリングを引き起こす。第二段階として内皮表面のICAM-1と白血球のインテグリンが強固に結合し、内皮細胞と基底膜の一部に孔をこじ開けて血管の外に移動する。

## 分類
毛細血管は内皮細胞と基底膜の構造によって以下の3つに分類される。

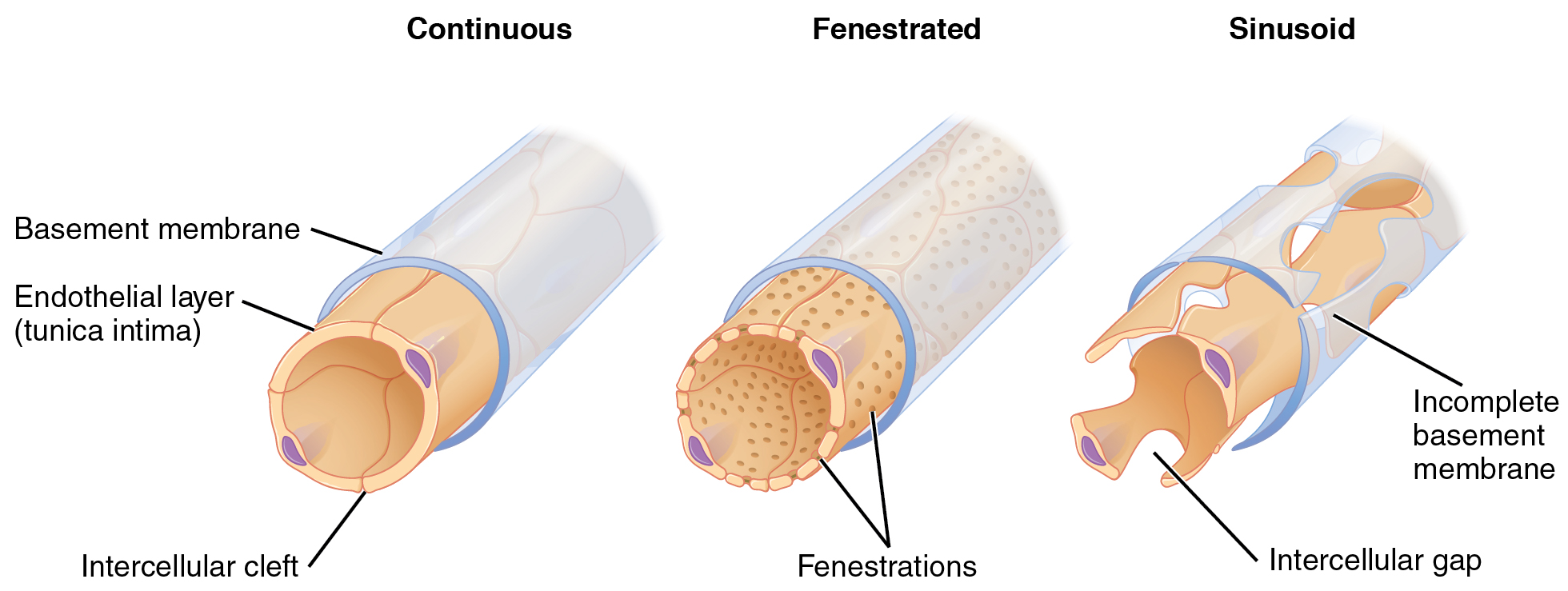
3種類の毛細血管を示す。

### 連続性毛細血管
連続性毛細血管(continuous capillary)は骨格筋組織や中枢神経系など多くの組織にみられるので筋型あるいは中枢神経型の毛細血管といわれる。細胞質は薄くなっても100-200nmの厚さがあり窓は空いていない。隣接する細胞との境界のところで両細胞の縁がめくれ返るように辺縁ひだをつくることが多い。内皮細胞の外側は完全に基底膜で取り巻かれる。内皮細胞の間には密着結合が存在するがその程度は器官によって異なる。内皮細胞の細胞質を横切って両方性に巨大分子のトランスサイトーシスを示す多数の小胞が認められる。連続型毛細血管が毛細血管でもっとも一般的なタイプであり筋組織、皮膚、結合組織、肺、外分泌腺、胸腺、神経組織などに存在する。連続性毛細血管をもつ臓器では分子量が1kDa以上の水溶性の物質はほとんど血管外に移行できない。内皮細胞の細胞膜に溶け込んで血管壁を透過する親油性物質を除けば、連続性毛細血管の内皮細胞の物質の透過はピノサイトーシス小胞または細胞間隙または細胞を貫く水で満たされた通路の3つの経路のうちいずれかによって起こる。連続性毛細血管の内皮細胞には半径約6.7〜8.0nmの小孔と20〜28nmの大きな穴の通路の存在が示されているが、それぞれ解剖学的にどの構造に相当するのかは明らかではない。低分子化合物は親水性が高くても小孔を自由に通過できるので連続性毛細血管であっても透過性は高い。

### 有窓性毛細血管
有窓性毛細血管または窓あき毛細血管(fenestrated capillary or pored capillary)では内皮細胞の核周囲部以外の部分が非常に薄く（厚さ20〜60nm）、多数のまるい、径50〜80nmの孔(pore)または窓(fenestration)があいている。血管の内外の物質透過の盛んな部位にみられる。すなわち有窓性毛細血管は腎臓、腸管、脈絡叢、内分泌腺など組織と血液間での迅速な物質交換を必要とする臓器でみられる。窓には薄い隔膜が貼っているのが一般的であるが腎糸球体にはこれがない。隔膜は単位膜構造をとらず、細胞膜よりずっと薄い。その化学的性状も働きもわかっていない。走査型電子顕微鏡でみると、窓あき毛細血管では核周囲部のふくらみから細胞質稜(cytoplasmic crests)が放散しつつ吻合し、それによって窓が分布する領域が縁取られている。この型の毛細血管も、内皮細胞は基底膜によって完全に取り巻かれている。窓も基底膜で裏打ちされている。

### 非連続性毛細血管
非連続性毛細血管(discontinuous capillary、sinusoid capillary)は細胞内と細胞間に大小の孔がある型の毛細血管で肝臓の類洞（類洞毛細血管）にみられる。内皮細胞内の間隙は円形や卵円形の孔で、径1µmを超えるものから、50nmほどの小さい孔まである。小さい孔はふるいのように集まる傾向がある。細胞間の接合は部分的にゆるやかでしばしば1µmを超える細胞間隙をつくっている。この型の毛細血管では基底膜に相当する物質がまばらに内皮細胞の外側に存在するだけで基底膜は連続的な層をなさない。類洞はほとんど不連続な基底膜しかなく、他の毛細血管よりもはるかに大きい。30~40µmという直径を持つことで血流を遅くしているという点で、通常の毛細血管と大きく異なる。非連続性毛細血管は肝臓、脾臓、一部の内分泌器官、骨髄などで見られる。非連続性毛細血管をもつ臓器では100kDa程度の高分子でも容易に血管外に移行できる。

### 特殊な毛細血管
通常は細動脈からの血液は毛細血管へ流入しそして細静脈へ流出する。しかし腎臓の糸球体と門脈系は標準的配列とは異なる。